# Wilhelm Karl Joseph Killing
Wilhelm Karl Joseph Killing, född 10 maj, 1847 i Burbach, Westfalen, Tyskland, död 11 februari 1923 i Münster, Westfalen, var en tysk matematiker som bland annat är känd för betydande bidrag till liealgebra, liegrupperna och icke-euklidisk geometri.

## Biografi
Killing studerade vid universitetet i Münster och skrev senare sin avhandling under handledning av Karl Weierstrass och Ernst Kummer i Berlin 1872. Han undervisade i gymnasia (gymnasieskolor) från 1868 till 1872. Han blev professor vid seminariekollegiet Collegium Hosianum i Braunsberg (nu Braniewo) och tog heliga order för att inta sin lärarposition. Han blev rektor för kollegiet och ordförande i stadsfullmäktige. Som professor och administratör var han omtyckt och respekterad. Slutligen blev han 1892 professor vid universitetet i Münster. Killing och hans maka hade 1886 gått in i Tredje franciskanerorden. 

## Vetenskapligt arbete
År 1878 skrev Killing om rymdformer i termer av icke-euklidisk geometri i Crelles Journal, som han vidareutvecklade 1880 såväl som 1885. Genom att återberätta föreläsningar av Weierstrass introducerade han där den hyperboloida modellen av hyperbolisk geometri som beskrivs av Weierstrass-koordinater. Han krediteras också för att 1885 ha formulerat transformationer matematiskt ekvivalenta med Lorentztransformationer i n dimensioner.
Killing uppfann Lie-algebror oberoende av Sophus Lie omkring 1880. Killings universitetsbibliotek innehöll inte den skandinaviska tidskrift där Lies artikel publicerades. Faktum är dock att Killings arbete var mindre rigoröst logiskt än Lies, men Killing hade mycket större mål när det gäller klassificering av grupper och gjorde ett antal obevisade gissningar som visade sig vara sanna. Eftersom Killings mål var så höga var han alltför blygsam om sin egen prestation.
Från 1888 till 1890 klassificerade Killing i huvudsak de komplexa ändligt-dimensionella enkla Lie-algebrorna, som ett nödvändigt steg för att klassificera Lie-grupper, uppfinna begreppen om en Cartan-subalgebra och Cartan-matrisen. Han kom sålunda fram till slutsatsen att de enda enkla Lie-algebrorna i princip var de som var associerade med de linjära, ortogonala och symplektiska grupperna, bortsett från ett litet antal isolerade undantag. Élie Cartans avhandling från 1894 var i huvudsak en rigorös omskrivning av Killings uppsats. Killing introducerade också begreppet ett rotsystem. Han upptäckte 1887 den exceptionella Lie-algebran g2 och hans rotsystemklassificering visade upp alla undantagsfall, men den konkreta konstruktioner kom senare.
Som A. J. Coleman säger, "Han uppvisade den karakteristiska ekvationen för Weyl-gruppen när Weyl var 3 år gammal och listade orderna för Coxeter-transformationen 19 år innan Coxeter föddes."